# Eurisko
Eurisko (εὑρίσκω, je découvre) est un programme informatique écrit en Lisp par Douglas Lenat. Eurisko est une évolution du programme  Automated Mathematician et consiste en un ensemble d'heuristiques, c'est-à-dire des règles empiriques. Certaines de ces heuristiques permettent notamment de modifier toute heuristique. Lenat était frustré des limitations de l'Automated Mathematician, qui ne pouvait s'appliquer qu'à un unique domaine, ce qui le mena à développer Eurisko. Ses frustrations et l'effort nécessaire à l'encodage des connaissances spécifiques au domaine d'utilisation dans Eurisko ont mené Douglas Lenat à développer Cyc (qui est toujours en développement en 2014). Lenat espère un jour coupler la base de connaissances de Cyc avec le programme de découverte Eurisko.